# Mali i Dejës
Mali i Dejës är en bergskedja i Albanien.   Den ligger i prefekturen Qarku i Dibrës, i den norra delen av landet, 50 km nordost om huvudstaden Tirana.
Mali i Dejës sträcker sig 21,7 km i sydostlig-nordvästlig riktning. Den högsta toppen är Maja e Dejës, 2 244 meter över havet.
Topografiskt ingår följande toppar i Mali i Dejës:
- Kodra e Muhurrit
- Kodra e Tollës
- Maja e Batrit
- Maja e Butrojes
- Maja e Dejës
- Maja e Dejës së Vogël
- Maja e Dëllinjës
- Maja e Koratës
- Maja e Kunora e Lurës
- Maja e Madhe
- Maja e Mellanit
- Maja e Runjës
- Maja e Shullanit
- Mal Kullgjatë
- Mali i Burdit të Vogël
- Valmoria

Omgivningarna runt Mali i Dejës är en mosaik av jordbruksmark och naturlig växtlighet.  Runt Mali i Dejës är det ganska tätbefolkat, med 75 invånare per kvadratkilometer.